# 空軍指揮幕僚監部
空軍指揮幕僚監部（くうぐんしきばくりょうかんぶ、ドイツ語：Führungsstab der Luftwaffe、略称：Fü L）は、かつてドイツ連邦国防省の下で組織されていたドイツ連邦軍の五大指揮幕僚監部の一つで、ドイツ連邦空軍における最高幕僚機関であった。

## 概要
1955年6月1日に創設され、ノルトライン＝ヴェストファーレン州ボンに所在している。総監部は軍人180名と文民職員で構成される。
空軍指揮幕僚監部は空軍総監が最高幹部を務める。最高幹部たる総監には空軍中将があてられ連邦国防大臣を補佐する。副総監にも空軍中将の階級があてられている。全軍指揮幕僚監部と連邦軍総監の下で連邦軍全体の構想の実現と発展に寄与すべく空軍の各種活動を統制する。
総監部は空軍の最高機関として機能し、総監部の幕僚は人員・資器材を準備し空軍の作戦即応性を確保する。これを実現するため総監部の直下には以下のように2つの組織が置かれる。
- 空軍指揮司令部
- 空軍局

上記のように現在のドイツ連邦空軍の組織は大きく二大系統に分かれている。さらに、総監部は空軍総監および連邦国防大臣が執務不能の際にこれを支援する。

## 内部組織
陸軍指揮幕僚監部は3つの幕僚部と18の課で構成される。この他に中枢業務（Fü L/Z）を担当する課が系統下にある。
- 第1空軍幕僚部（Fü L I、人事・教育・組織）
  - 内部統御・空軍人事政策業務
  - 人員計画・予備役兵業務
  - 一般教育・軍事技術教育
  - 部隊および部局編成・戦力および装備証明・個別業務組織
  - 配備・組織業務
  - 分担金・予算および財務計画・管理
- 第2空軍幕僚部（Fü L II、計画・戦力運用・兵站）
  - 補給兵站運用業務
  - 連邦軍計画・実現化統制
  - 国内外需要能力分析・空軍権能統合化能力分析部会・空軍装備業務・非技術研究
  - 軍備輸送運用・連邦軍特別航空機およびヘリコプター・航空機資材管理需要計画
  - 戦闘用航空機運用
  - 空地一体運用・電子情報通信技術
- 第3空軍幕僚部（Fü L III、指導・構想・運用原則）
  - 空軍発展および構想
  - 空軍国際協力
  - 作戦運用指揮・空軍指揮・基地業務・基地運用および警備・警戒組織教練
  - 連邦軍飛行安全・航空管制・航空作戦原則業務
  - 航空戦力運用および処置・指揮原則業務
  - NATO早期警戒・空地一体運用指揮原則業務

総監についてはドイツ連邦軍空軍総監を参照。